# 百灵庙镇
百灵庙镇是中华人民共和国内蒙古自治区包头市达尔罕茂明安联合旗下辖的一个镇，为达茂旗人民政府驻地，得名于镇内百灵庙。该镇是漠北通往中国中原地区的西部要冲。

## 历史
清朝康熙年间达尔罕贝勒在此建庙，初称“贝勒庙”，转音为“白灵庙”，又变为“百灵庙”。庙成于1781年（乾隆四十六年），为一藏、汉风格合一的庙宇，称“广福寺”，之后改为“百灵庙”，该庙在文化大革命期间遭到破坏。百灵庙建于康熙四十二年（公元1702年）。百灵庙系达尔罕贝勒庙的转音，亦称乌力吉套海（吉祥湾）召庙群。庙宇由5座大殿、9顶佛塔和36处藏式结构的院落组成，总占地面积约8000多平方米。各处殿塔雕梁画栋、廊柱林立，墙壁上彩绘着佛经里的人物故事，造型生动，构图细腻。清康熙皇帝御赐“广福寺”牌匾悬挂于大佛殿正门上方。

## 行政区划
百灵庙镇下辖以下村级行政区划单位：
大街社区、艾不盖街社区、吉祥湾街社区、解放街社区、新胜街社区、双塔街社区、水塔街社区、呼恒乌拉街社区、黄花滩村、红格塔拉嘎查、塔日更敖包嘎查和忽吉图嘎查。